# Vitovlje Malo
Vitovlje Malo (en cyrillique : Витовље Мало) est un village de Bosnie-Herzégovine. Il est situé dans la municipalité de Dobretići, dans le canton de Bosnie centrale et dans la fédération de Bosnie-et-Herzégovine. Selon les premiers résultats du recensement bosnien de 2013, il compte 178 habitants.
Avant la guerre de Bosnie-Herzégovine, le village faisait partie de la municipalité de Skender Vakuf, aujourd'hui Kneževo en république serbe de Bosnie ; à la suite des accords de Dayton (1995), il a été rattaché à la municipalité de Dobretići nouvellement créée et intégrée à la fédération de Bosnie-et-Herzégovine.

## Démographie

### Évolution historique de la population
| 1948 | 1953 | 1961 | 1971 | 1981 | 1991 | 2013 |
| ---- | ---- | ---- | ---- | ---- | ---- | ---- |
| -    | -    | 109  | 149  | 261  | 203  | 178  |

|  |

### Répartition de la population par nationalités (1991)
En 1991, les 203 habitants du village étaient tous croates.